# Aelurillus alboclypeus
Aelurillus alboclypeus (лат.) — вид пауков рода Aelurillus из семейства пауков-скакунчиков (Salticidae).

## Распространение
Восточное Средиземноморье: Турция.

## Описание
Просома самцов темно-коричневая с чёрным глазным полем, покрытым буровато-чёрными щетинками, с 2 широкими белыми продольными полосами. Длина просомы самца: 2,00—3,10 мм. Клипеус покрыт короткими белыми волосками. Хелицеры темно-коричневые. Ноги I—II жёлто-коричневые, бёдра I—II с 2 жёлтыми дорзальными полосами, голени I—II жёлтые, задние лапки и лапки I—II темно-коричневые. Ноги III—IV коричневые. Опистосома желтовато-серая, дорзум чёрный с неотчётливыми продольными беловатыми полосами и 5-6 парами беловатых пятен в задней части.
Просома самок темно-коричневая с чёрным глазным полем, покрытым белыми щетинками. Длина просомы самки: 2,30 мм. Клипеус темно-коричневый, покрыт белыми волосками. Стернум темно-коричневый, покрыт белыми волосками. Ноги темно-коричневые с коричневыми пятнами и полукольцами. Опистосома серовато-жёлтая, дорзум темно-коричневый, с беловато-жёлтыми отметинами. 
Вид Aelurillus alboclypeus был впервые описан арахнологами Галиной Азаркиной  (СО РАН, Новосибирск, Россия) и Марьяном Комненовым (Macedonian Museum of Natural History, Скопье, Македония) в 2015 году.